# The Jaws of Life
| Recensione | Giudizio |
| ---------- | -------- |
| Kerrang!   | 4/5      |

The Jaws of Life è il quinto album in studio del gruppo musicale statunitense Pierce the Veil, pubblicato il 10 febbraio 2023.
Il 10 marzo dello stesso anno è stata pubblicata una Extended Version del disco, contenente una versione dal vivo di Pass the Nirvana suonata al When We Were Young Festival del 2022.

## Tracce
1. Death of an Executioner – 4:27
2. Pass the Nirvana – 3:17
3. Even When I'm Not with You – 2:54
4. Emergency Contact – 4:00
5. Flawless Execution – 4:00
6. The Jaws of Life – 3:42
7. Damn the Man, Save the Empire – 3:57
8. Resilience – 3:40
9. Irrational Fears (Interlude) – 0:21
10. Shared Trauma – 4:12
11. So Far So Fake – 3:56
12. 12 Fractures (feat. Chloe Moriondo) – 3:01

Tracce bonus (Extended Version)
1. Pass the Nirvana (Live from When We Were Young '22) – 3:58

## Formazione
- Vic Fuentes – voce, chitarra ritmica, tastiera
- Tony Perry – chitarra classica
- Jaime Preciado – basso

## Classifiche
| Classifica (2023) | Posizione massima |
| ----------------- | ----------------- |
| Australia         | 8                 |
| Regno Unito       | 43                |